# Knut Gullbrandsson
Knut Gullbrand Gullbrandsson, född 3 mars 1892 i Katarina församling, Stockholm, död 29 november 1975 i Västerleds församling, Stockholm, var en svensk kontrabasist.
Gullbrandsson var elev vid Kungliga Musikkonservatoriet mellan 1912 och 1915. Han var kontrabasist i Stockholms konsertförening 1914–1922, i Kungliga Hovkapellet 1922–1952 och lärare i kontrabas vid konservatoriet (senare Kungliga Musikhögskolan) 1915–1961.
Gullbrandsson invaldes den 30 mars 1935 som associé nr 169 och den 17 januari 1951 som ledamot 661 av Kungliga Musikaliska Akademien. Han tilldelades professors namn 1954.